# Krugerlaan 15-17 (Baarn)
Het dubbele woonhuis Krugerlaan 15-17 is een beschermd dorpsgezicht in de wijk Transvaal van Baarn in de provincie Utrecht.
Het hoekpand staat in de binnenbocht van de Krugerlaan en bestaat uit twee haaks op elkaar staande woningen. Het werd in 1911 gebouwd voor tuinbaas T. Stein. Aan de lange zijde zijn twee topgevels gebouwd. Deze zijn net als de rest van het gebouw boven de eerste woonlaag bepleisterd. Tegen de kopzijde van het pand is een erker aangebouwd.